# Мельник Олексій Броніславович
Олексій Броніславович Мельник (нар. 27 серпня 1964 року, Київ) — український науковець-металофізик, доктор фізико-математичних наук (з 2001 року).

## Життєпис
У 1986 році закінчив Київський університет. З того ж року працює в Інституті металофізики НАН України (Київ), де з 2003 року обіймає посаду старшого наукового співробітника, а з 2013 — провідного наукового співробітника у відділі неідеальних кристалів.

## Науковець
Наукові дослідження присвячені вивченню неупорядкованих металевих систем.

## Основні праці
1. Structural modeling of Co81P19 amorphous alloy // Phys. Stat. Sol. (b). 1997. Vol. 200, № 2;
2. Структура поверхні рідкої ртуті // УФЖ. 1999. Т. 44, № 5;
3. Микронеоднородное строение неупорядоченных металлических систем. К., 2005;
4. Investigation of relaxation stresses in amorphous Pd52Ni32P16 // Phys. Stat. Sol. (b). 2008. Vol. 245, № 4;
5. Моделювання системи Ni–Nb за допомогою щільних пакувань твердих сфер // МНТ. 2012. T. 34, № 11;
6. Особенности механосинтеза нанодисперсного диборида титана // ПорМ. 2014. № 9/10 (усі — у співавторстві).